# Karaikkudi
Karaikkudi là một thành phố và khu đô thị của quận Sivaganga thuộc bang Tamil Nadu, Ấn Độ.

## Địa lý
Karaikkudi có vị trí 10°04′B 78°47′Đ / 10,07°B 78,78°Đ Nó có độ cao trung bình là 82 mét (269 feet).

## Nhân khẩu
Theo điều tra dân số năm 2001 của Ấn Độ, Karaikkudi có dân số 86.422 người. Phái nam chiếm 50% tổng số dân và phái nữ chiếm 50%. Karaikkudi có tỷ lệ 79% biết đọc biết viết, cao hơn tỷ lệ trung bình toàn quốc là 59,5%: tỷ lệ cho phái nam là 84%, và tỷ lệ cho phái nữ là 74%. Tại Karaikkudi, 11% dân số nhỏ hơn 6 tuổi.